# Michael Fishman
Michael Fishman (gebürtiger Name: Michael Desmond Quatil; * 22. Oktober 1981 in Long Beach, Kalifornien) ist ein US-amerikanischer Filmschauspieler.

## Leben
Fishman wuchs als zweites von drei Kindern des Ehepaares Eric Quatil und Denatu Guotayla Quatil-Fishman auf. Sein jüngerer Bruder Matthew (* 1991) ist ebenfalls Schauspieler. Seine ältere Schwester heißt Robyn und wurde 1978 geboren.
Sein erstes Schauspielengagement übernahm Fishman 1988 mit der Hauptrolle als D.J. Conner in der langlebigen Sitcom Roseanne. Nach Ende der Serie, 1997, bekam er kaum Film- und Fernsehangebote. Lediglich zwei Gastauftritte in Seinfeld und Walker, Texas Ranger sowie eine Gastsprechrolle in der Zeichentrickserie Hey Arnold! folgten. Im Jahr 2001 war Fishman in einer kleinen Rolle in Steven Spielbergs Science-Fiction-Film A.I. – Künstliche Intelligenz erstmals auf der Leinwand zu sehen. Von 2018 bis 2022 steht er in der Roseanne-Spin-Off-Serie Die Conners erneut als inzwischen erwachsener D.J. Conner vor der Kamera. Diese Rolle verkörpert er von Staffel 1 bis 4. Für die fünfte Staffel kehrt sein Charakter D.J. Connor nicht zurück. Die Macher der Serie, schrieben seinen Charakter für die fünfte Staffel heraus.
Fishman setzt sich für soziale Einrichtungen ein. So arbeitete er in einer Kindertagesstätte. Auf diesem Weg lernte er seine spätere Frau, Jennifer Briner, kennen, die zwei Jahre lang seine Vorgesetzte war. Am 22. Oktober 1999, an Fishmans 18. Geburtstag, heirateten die beiden und bekamen zwei Kinder. 2018 trennten sich die beiden.
Im Juni 2020 starb ein Pflegesohn Fishmans an einer Überdosis Drogen.
Neben der Schauspielerei arbeitet Fishman als Erzieher in einer Kindertagesstätte. 

## Filmographie

### Filme
- 1997: Little Bigfoot 2: The Journey Home
- 2001: A.I. – Künstliche Intelligenz
- 2014: The Chaldean (Kurzfilm)
- 2016: Undrafted
- 2021: Tension (Kurzfilm)

### Serien
- 1988–1997, 2018: Roseanne (229 Folgen, Staffel 1–10, als D.J. Conner)
- 1991: Little Rosey (Animationsserie, Folge 1x16) / (Stimme von Little D.J.)
- 1992: The Jackie Thomas Show (Folge 1x05, als D.J. Conner)
- 1993: The Jackie Thomas Show (Folge 1x16 als Jake)
- 1996: Hey Arnold! (Animationsserie, Folge 1x15, Stimme von Joey)
- 1997: Seinfeld (Fernsehserie, Folge 9x09, als Greg)
- 1997: Hitz (Fernsehserie, 2 Folgen)
- 1999: Walker, Texas Ranger (Fernsehserie, Folge 6x12 als Snake)
- 1999: The Roseanne Show (Fernsehshow, 38 Folgen, als sich selbst)
- 2011: Roseanne's Nuts (Fernsehshow, Folge 1x07 als sich selbst)
- 2011: Roseanne: Tricks & Treats (Video als D.J. Conner)
- 2018–2022: Die Conners (Fernsehserie, 36 Folgen, Staffel 1–4, als D.J. Conner)

### Regie
- 2009: The Tipping Point (Fernsehserie, zusätzlicher Regisseur)
- 2020–2021: Fish's Call Sheet (Fernsehserie, 22 Folgen)
- 2020–2022: Die Conners (Fernsehserie, Folge 3x02, 4x03, 4x09, 4x11, 4x15)
- 2021: Tension (Kurzfilm)

## Auszeichnungen
Fishman war dreimal für seine Arbeit an Roseanne für den Young Artist Award nominiert und gewann 1995 die Auszeichnung. Auch war er einmal für den YoungStar Award nominiert. Im Jahre 1996 erhielt er eine Nominierung für den Fernsehpreis Emmy.